# Geograf
Geograf (ili zemljopisac; termin koji je u uporabi u hrvatskom jeziku skoro 130 godina) je znanstvenik čije je područje proučavanja geografija, znanost o Zemljinoj prirodnoj okolini i ljudskom staništu.
Iako su geografi povijesno poznati kao ljudi koji izrađuju zemljovide, izrađivanje zemljovida zapravo spada u područje kartografije, koja čini podskup geografiji. Geograf je sposoban proučavati ne samo fizičke detalje okoline nego i učinak okoline na čovjeka i ekologiju, vrijeme i klimu, ekonomiju i kulturu.
Vještine potrebne da se postane geografom temelje se na prirodnim znanostima, ali se nalaze i pod utjecajem društvenih znanosti. Suvremeni se geograf uglavnom fokusira na rješavanje ekoloških i lokacijskih problema suvremenog društva.
Mnogi se suvremeni geografi prvenstveno bave kartografijom i geografskim informacijskim sustavima. Oni su često zaposleni u lokalnim, državnim i federalnim vladinim agencijama kao i u privatnom sektoru ekoloških i inženjerskih tvrtki.

## Poveznice
- popis geografa